# Cantó d'Aiun
El cantó d'Aiun és un cantó francès del departament de Cruesa, situat al districte de Garait. Té 9 municipis i el cap és Aiun.

## Municipis
- Aiun
- Cressac
- L'Espinaç
- Maisoniças
- Masèirac
- Mostier d'Aiun
- Péirabon
- Piònac
- Sent Alari la Plana
- Sent Iriès lo Bòsc
- Vija Vila

## Història
| Data d'elecció                           | Identitat         | Partit           | Qualitat |
| ---------------------------------------- | ----------------- | ---------------- | -------- |
| 1967-1979                                | Camille Aumasson  | PS               |          |
| 1979-1989                                | Jean-Claude Pasty | RPR              |          |
| 1989-                                    | Jean Auclair      | RPR, després UMP |          |
| les dades anteriors no són pas conegudes |                   |                  |          |
|                                          |                   |                  |          |

## Demografia
| 1962  | 1968  | 1975  | 1982  | 1990  | 1999  | 2006  |
| ----- | ----- | ----- | ----- | ----- | ----- | ----- |
| 4.528 | 5.145 | 4.807 | 4.587 | 4.353 | 4.342 | 4.411 |